# تیاگو کامیلو
تیاگو کامیلو (پرتغالی: Tiago Camilo؛ زادهٔ ۲۴ مهٔ ۱۹۸۲) جودوکار اهل برزیل است.
وی در مسابقات کشوری و بین‌المللی در مجموع برندهٔ ۸ مدال طلا، ۳ مدال نقره، ۱ مدال برنز شده‌است.